# Axel Hallberg
Axel Torbjörn Hallberg, född 12 juni 1999 i Lunds stadsförsamling, Skåne län, är en svensk politiker (miljöpartist). Mellan september 2017 och februari 2019 var han språkrör för Grön Ungdom tillsammans med Hanna Lidström. Hallberg var riksdagsledamot (tjänstgörande ersättare) 2021–2022 för Skåne läns södra valkrets.
Tidigare var han klimatpolitisk talesperson för Grön Ungdom.[källa behövs] Han har engagerat sig för flygskatt, fossilfri fordonsflotta och en generös migrationspolitik.[källa behövs]
Sedan valet 2018 är Hallberg aktiv i kommunpolitiken i Lunds kommun, där han bland annat sitter i kommunfullmäktige och byggnadsnämnden.[källa behövs]
Hallberg kandiderade i riksdagsvalet 2018 och blev ersättare. Han var tjänstgörande ersättare i riksdagen för Emma Berginger under perioden 20 september 2021–19 maj 2022.